# Улица Некрасова (Санкт-Петербург)

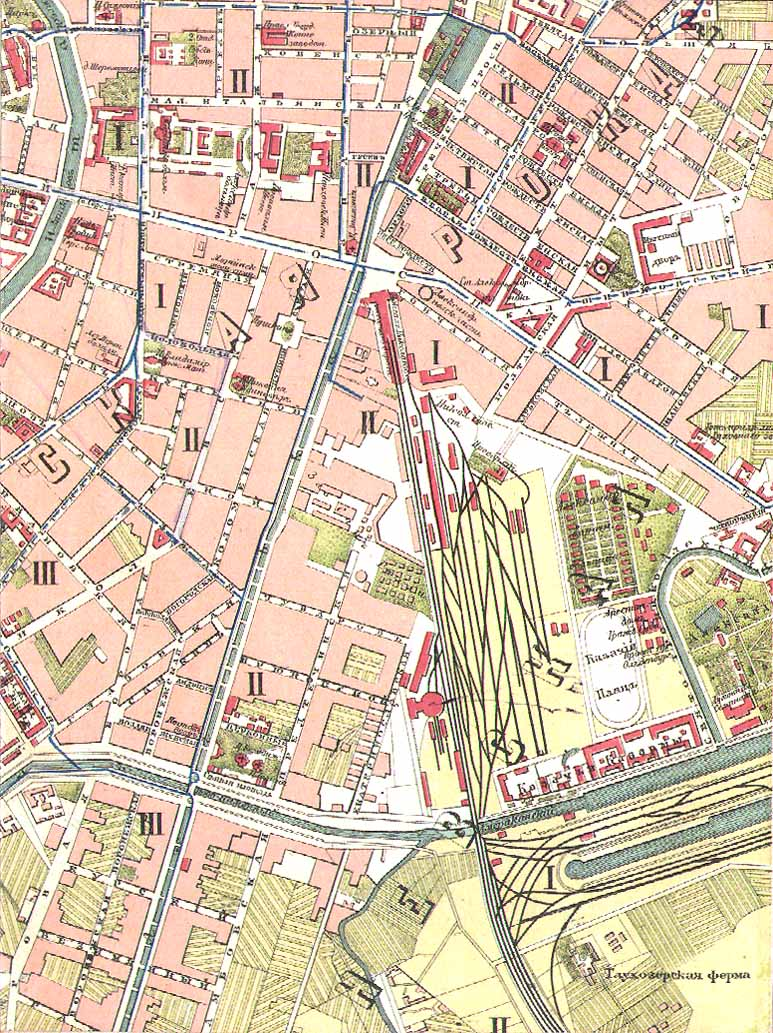
Фрагмент плана Санкт-Петербурга 1898 года. Виден пересекающий карту по середине Лиговский канал и его бассейн в верхней части карты

У́лица Некра́сова — улица в Центральном районе Санкт-Петербурга. Проходит от Литейного проспекта до Греческого проспекта. Далее продолжается 8-й Советской улицей.
Улица возникла в первой трети XVIII века и называлась «Улица 9 рота». Одновременно бытовало и название «Бассейная» — улица вела к искусственному бассейну (пруду), созданному для подачи воды к фонтанам Летнего сада. Современное название улица получила в 1922 году в честь Николая Алексеевича Некрасова, который жил и работал в доме на углу этой улицы и Литейного проспекта; в доме находится его музей-квартира.

## История
В первой трети XVIII века называлась «Улица 9 рота», так как в этих местах квартировали роты Преображенского полка. Со временем название улицы сократилось до «9 роты». Одновременно бытовало и название «Бассейная» — улица вела к искусственному бассейну (пруду), созданному для подачи воды к фонтанам Летнего сада. Бассейн располагался на месте нынешнего Некрасовского сквера (угол улицы Некрасова и Греческого проспекта) и был частью Лиговского канала, сооружённого в 1718—1721 гг. по проекту Г. Г. Скорнякова-Писарева.
Лиговский канал проектировался как транспортная артерия, соединяющая окраины Петербурга с центром города, по каналу ходили маломерные суда, баржи и лодки. Зимой канал превращался в отличную санную дорогу. Канал начинался от Невы, шел через Таврический сад и бассейн на углу Греческого проспекта и далее по линии нынешнего Лиговского проспекта на юго-запад к реке Лиге (ныне река Дудергофка, вероятно, отсюда происходит и название), вытекающей из Дудергофского озера. От бассейна на углу Греческого проспекта в 1725—1727 гг. канал вёл к фонтанам Летнего сада по линии нынешней Фонтанной улицы (откуда и её название).
Однако со временем Лиговский канал стал больше мешать, чем помогать решать транспортные проблемы, поскольку наводнение 1777 года не только уничтожило фонтаны Летнего сада, но и изрядно повредило русло и набережные Лиговского канала: берега осыпались, вода стала грязной, канал пришел в запустение и в итоге был частью засыпан, частью взят в трубу, но напомнил о себе, в частности, при строительстве станции метро «Лиговский проспект» и его подземного перехода (существенно усложнил подземное строительство).
По направлению канала ныне проходит Лиговский проспект. Между современными ж/д платформами «Дачное» и «Ленинский проспект» сохранилась своеобразная «транспортная развязка» канала — в этом месте он проходит параллельно двумя нитями. На месте бассейнов в 1885 году разбит Греческий (Некрасовский) сквер (сад «Прудки», «Некросадик»).
Современное название улица получила в 1922 году в честь Н. А. Некрасова.

## Здания и достопримечательности

Бассейная улица (улица Некрасова). 1914 г. Участок между улицами Надеждинской (Маяковского) и Знаменской (Восстания)

Мирная демонстрация в поддержку Учредительного собрания. Бассейная улица (улица Некрасова). 1918 г., январь. Участок между улицами Надеждинской (Маяковского) и Знаменской (Восстания)

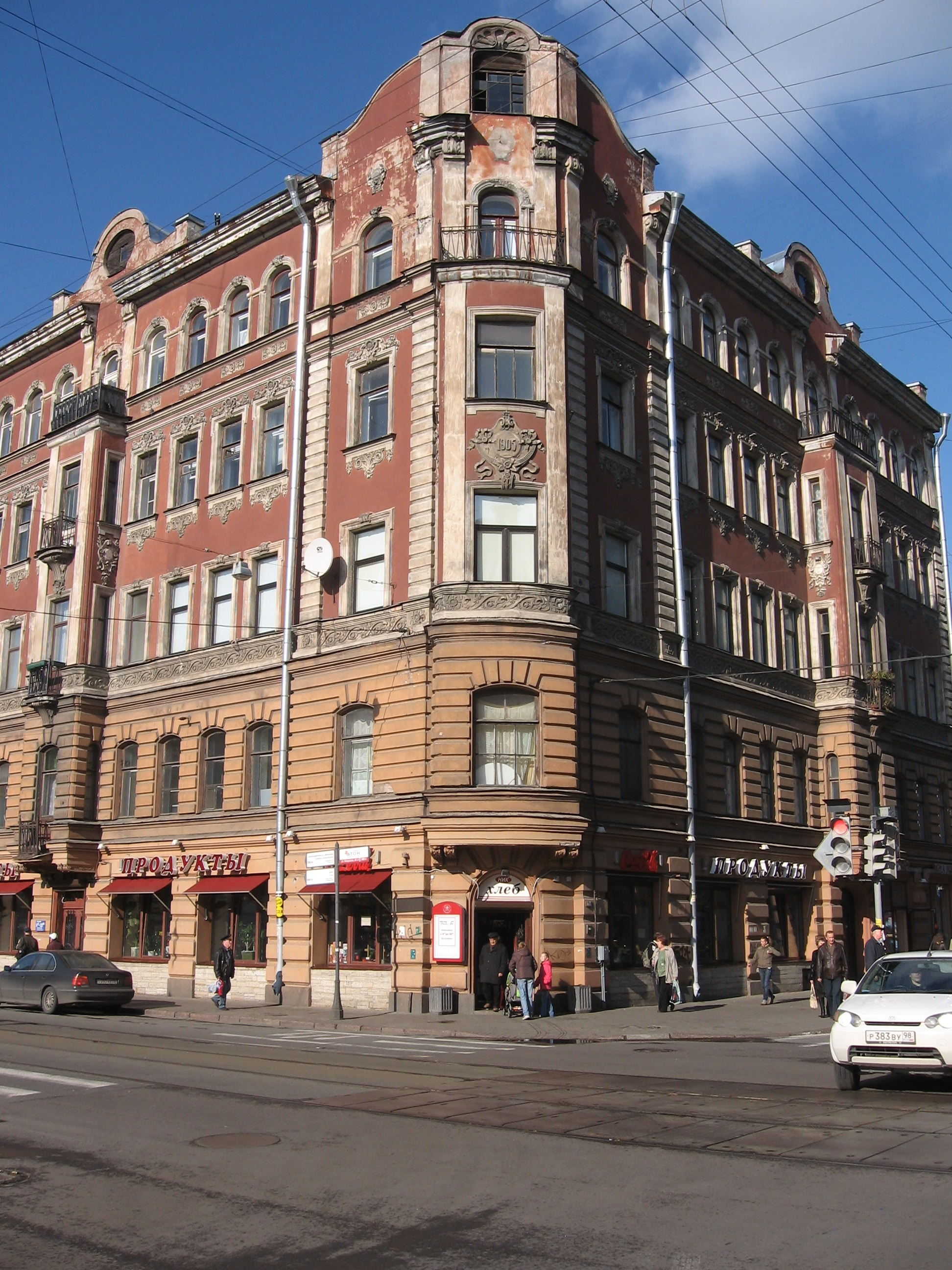
Дом № 18 на углу улиц Некрасова и Маяковского. Доходный дом А. Е. Бурцева. Фото 2015 г.

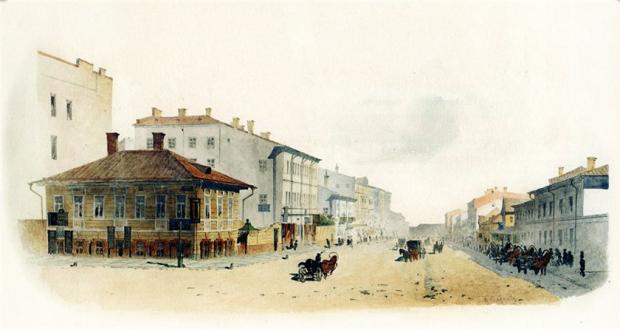
Ф. Ф. Баганц. Угол улиц Бассейной и Надеждинской (дом № 18). 1858—1860 гг.

Архитектурный облик улицы Некрасова сложился в основном в конце XIX — начале XX веков.

### По чётной стороне
Дом 2/36дом П. В. Неклюдова. 1781—1782, 1859, архитекторы А. В. Петцольд, А. А. Докушевский. . Дом построен для П. В. Неклюдова, председателя петербургской палаты гражданского и уголовного суда, обер-прокурора Сената. Неклюдов дружил с поэтом Г. Р. Державин, который жил в доме в 1782 г. В 1790 г. дом приобрел купец Н. Н. Басков. Затем владельцы менялись. С 1840 г. владельцем стал А. С. Норов — моряк, литератор, ветеран Бородинской битвы, позже Министр народного просвещения, человек широких взглядов и культуры. В 1859 г. дом был надстроен и пристроен корпус по Бассейной ул. Авторы проекта — архитекторы А. В. Петцольд и А. А. Докушевский. У Норова снимал квартиру Н. А. Некрасов, который жил в этом доме c 1857 по 1877 год. Здесь же размещались редакции журналов «Современник» и «Отечественные записки». Теперь в этом доме расположен мемориальный Музей-квартира Н. А. Некрасова.
Дом 4/2  7831717000доходный дом Н. В. Чайковского 1903, архитектор М. Ю. Капелинский. Эклектика. До революции в доме находился книжный магазин графа Л. Н. Толстого «Доброе дело». В 1920-х годах — контора и редакция журнала «Музыка и театр». С 1919 по 1941 гг. Музыкальное училище при Консерватории им. Римского-Корсакова. В настоящее время дом занимает Детская школа искусств № 6 им. С. В. Рахманинова. Дом интересен сохранившимися витражами в подъездах.
Дом 6/1доходный дом. 1910, архитектор М. И. Серов, включен существовавший дом. Модерн. Согласно «Указателю жилищ и зданий…» С. Аллера в 1822, дом, который стоял на этом месте (на углу Бассейной или 9-й роты и Басковой улиц), принадлежал мастеру Чибуре. В «Нумерации домов в СПб» 1836 про владельца сказано: «Чебурашкин, кузнечный мастер». В «Адрес-календаре СПб жителей» К. Нистрема 1844 домом 6 по Бассейной владеет Чебурашкина, а домом 9 по Басковой Чебурашкин. В «Описании улиц СПб. … к 1863 году» Н. Цылова владелец уже Хрущев, согласно же «Всеобщей адресной книге» 1867—1868 в доме 6 по Бассейной в кв. 3—4 проживает коллежский секретарь Александр Ипатович Хрущев. На ныне существующем доме закреплены таблички проекта «Последний адрес», согласно которым до ареста здесь проживали братья Авраам и Илья Дауманы: старший брат, Авраам Григорьевич, микробиолог, научный работник Лен ВНИИ водоснабжения и санитарной техники, арестован 1 октября 1937 г., расстрелян 15 января 1938 г.; младший брат, Илья Григорьевич, преподаватель стенографии Ленинградского Дома Красной Армии, арестован 27 октября 1937 г., расстрелян меньше, чем через месяц — 18 ноября. Таблички установлены по инициативе внука А. Г. и И. Г. Дауманов. Дом интересен целым рядом сохранившихся декоративных элементов, главным образом, в подъездах.
Дом 8доходный дом. Построен в 1859. Архитектор М. Ф. Петерсон. Модерн с элементами барокко и ренессанса.
Дом 10  781710785060005доходный дом А. Е. Бурцева. Построен в 1912—1913, архитектор И. П. Володихин. Модерн. Над входом в театр на втором этаже — большое полукруглое окно. По обе стороны от него расположены две поясные скульптуры атлантов. Атланты прикованы к стене цепями. Театральные помещения были спроектированы в здании изначально. В них находились театр П. П. Гайдебурова и выставочные залы; в 1919 там работал театр-студия С. Э. Радлова, а с 1931 — Большой театр кукол, а также: в 1928 Латышский дом просвещения национальных меньшинств, в 1930 Еврейский клуб национальных меньшинств, в 1932—1934 Всесоюзное общество содействия колхозному и совхозному строительству еврейских трудящихся масс на земле, Ленинградское областное правление «Ленозет»; Смольнинское районное отделение, в 1935 Государственный Финский театр.
Дом 14В  7831720000особняк Целибеевых, 1900 г., арх. В. А. Демяновский, отреставрирован в 2009 году.
Дом 18/30  7802166000доходный дом А. Е. Бурцева. 1903—1905, архитектор М. Б. Кварт, 1876, П. И. Трухманов. Поздняя эклектика. . А. Е. Бурцев, владевший домом на этом участке с 1902, был потомственным почетным гражданином, купцом 1 гильдии, перед революцией имел чин действительного статского советника. С 1899 вместе с братьями Павлом и Василием создал Торговый Дом «Братья Бурцевы». Занимались покупкой и продажей процентных бумаг, содержали банковскую контору в Малом Гостином дворе по Банковской линии № 6. А. Е. Бурцев известен библиофил, коллекционер, автор и издатель множества книг в области библиографии, библиофилии, фольклора и этнографии. Личное собрание А. Е. Бурцева состояло из редкостных и интересных книг и альманахов XVIII—XIX вв., гравюр, литографий, рисунков, картин масляной живописи и множества автографов. О его коллекции писал И. Л. Андроников в рассказе «Личная собственность». В 1897—1898 гг. А. Е. Бурцев приобрел дома на соседнем сквозном участке: Бассейная, 16 — Басков пер., 9. В доме 16/9 по Бассейной Бурцев жил до приобретения соседнего д. 18/30 и перестройки его. В 1890-е — 1902 годы этим домом владела Ольга Васильевна Погребова, жена купца Алексея Павловича Погребова, члена множества благотворительных обществ и торговавшего в Гостином дворе шелковыми материями (это была специальность Погребовых). Жили Погребовы на Караванной, 8/11. Незадолго перед революцией А. Е. Бурцев приобрел и дом 32/11 по Надеждинской улице, в 1880—1890-х принадлежавший действительному статскому советнику Александру Федоровичу Пруссаку и его жене Александре Федоровне. А. Ф. Пруссак в течение 25 лет занимал кафедру ушных болезней Военно-медицинской академии. В 1897 году Пруссак умер, владелицей дома стала его вдова.

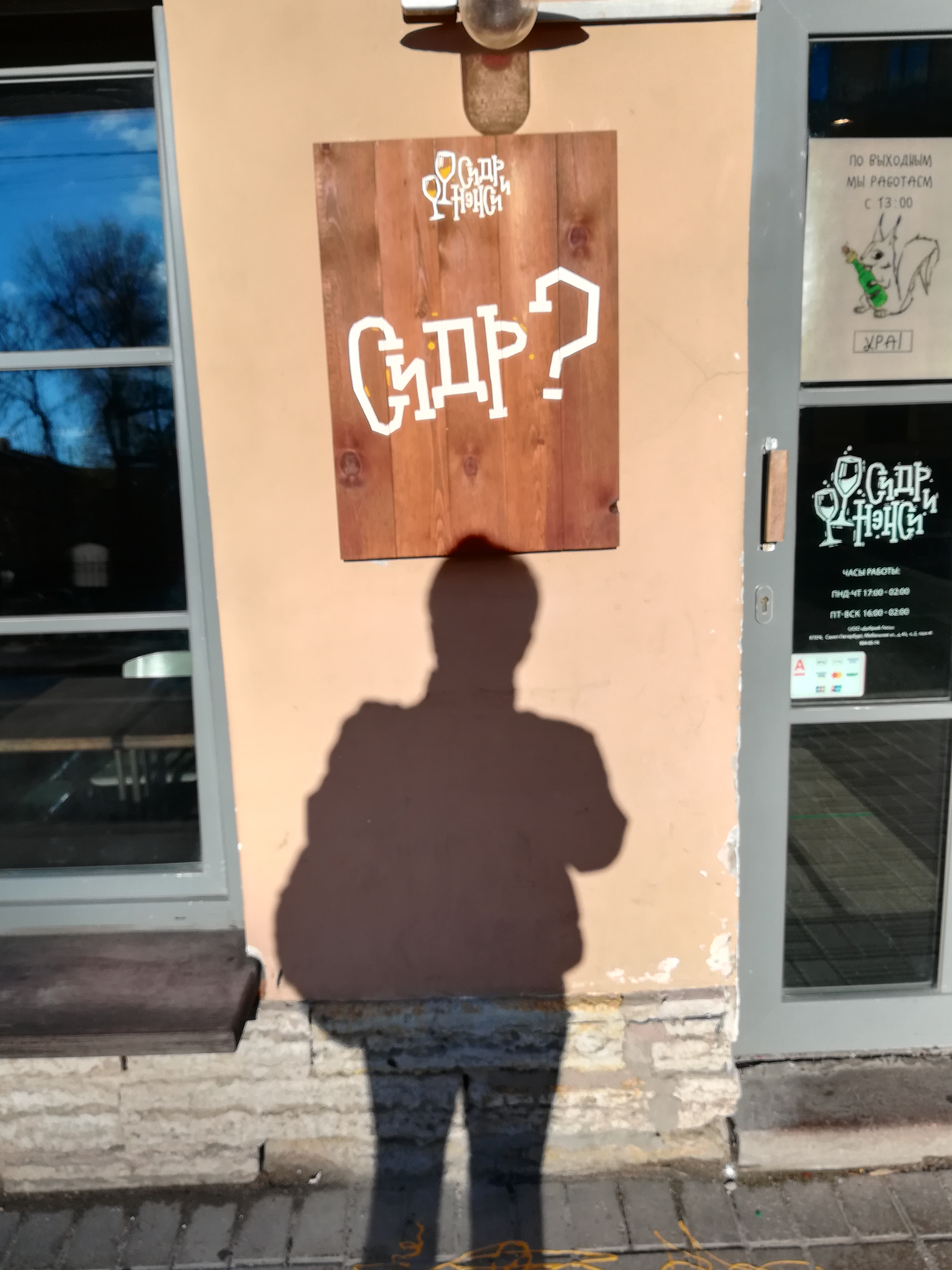
Д. 28

Дом 28Особняк С. А. Трубецкой. арх. Монигетти, Ипполит Антонович — расширение, 1851 (перестроен).
Дом 36Доходный дом Николая Иванова. Модерн. Построен в 1907 году. Архитектор Леонид Фуфаевский. Памятник архитектуры.
Дом 40Бывший доходный дом купца Е. С. Егорова (1883—1884, архитектор П. Ю. Сюзор). До революции Правление Акционерного общества ЮВЖД, Юго-восточные железные дороги. В 2022 году включен в список памятников архитектуры. В доме жили Дмитрий Мережковский и Зинаида Гиппиус, братья Дмитрия Мережковского — Сергей Мережковский и Николай Мережковский. В 1970 году в доме располагался Ленинградский городской комитет Общества Красного Креста. В 1970—1980‑х годах одно из помещений на первом этаже здания занимало «Буратино» — одно из первых молодёжных кафе Ленинграда с собственной культурной программой.
Дом 42  7831724000дом М. Г. Баркона, 1902—1903 гг., гражд. инж. М. З. Захаров.
Дом 46  7831725000доходный дом Кумовича, 1902 г., арх. А. П. Шильцов.
Дом 52Мальцевский (бывший Некрасовский) рынок. В 1906 году участок земли, на котором находится рынок, был куплен у Главного управления уделов известным купцом Иваном Сергеевичем Мальцевым. Первое здание Мальцевского рынка было построено в 1913—1914 гг. по проекту архитектора Вейс, Василий Константинович (1862—1930). В советское время носил название Некрасовского рынка. С 1954 по 1960 гг. рынок находился на реконструкции. Старое здание рынка, включая павильоны было снесено. Проект реконструкции был выполнен в 1955 г. архитекторами С. И. Евдокимовым, О. Б. Голынкиным, Г. М. Вланиным и инженером В. А. Ильиной. На первом этаже рынка развёрнута торговля преимущественно сельскохозяйственной продукцией. На втором — различными промышленными товарами.
Дома 58—60Относятся к жилому комплексу Бассейного товарищества собственных квартир (1912—1917, архитекторы Э. Ф. Виррих, А. И. Зазерский, А. Ф. Бубырь, Н. В. Васильев). В доме 60 в 1914—1922 годах жила поэтесса Ирина Одоевцева, знаменитая своими мемуарами «На берегах Невы», с 1921 по сентябрь 1922 года — поэт Георгий Иванов. C 1914 года в этом доме жил Н. Н. Глебов, член Государственного совета Российской империи, член ЦК партии конституционных демократов, инженер, предприниматель, и его дочь, художница Татьяна Глебова. В 1920-е годы в доме жил поэт И. В. Бахтерев.

### По нечётной стороне
Дом 1угол Литейного проспекта, 38. Доходный дом. Первая половина XIX в. 1875, архитектор, академик архитектуры Ю. О. Дютель — надстроена левая часть здания. 1904, перестройка по проекту гражданского инженера В.В. Гейне. Дом интересен отделкой внутренних помещений, подъездов, имеет сохранившиеся камины.
Дома 3—5  7831718000Некрасовский телефонный узел. 1928—1930, архитектор А. С. Никольский.
Дом 7угол улицы Чехова, 18. Особняк Е. Осоргиной, 1829—1830, архитектор К. А. Тон. В 1895 перестроен как доходный дом в стиле эклектика с включением существовавшего дома гражданским инженером П. И. Балинский.
Дом 11  7831719000особняк П. Ф. Семянникова. Построен в 1800—1869 годах, архитектор В. Е. Стуккей. Особняк, принадлежавший П. Ф. Семянникову (1821—1874) был перестроен в 1869 году В. Е. Стуккеем стиле «третьего барокко». В советское время надстроен. С 1917 году дом принадлежал вдове действительного статского советника Ольге Петровне Кушелевой. После революции в нём находились антикварный магазин «Бюро искусства». С 1918 по 1922 год в этом доме помещался «Дом литераторов», спасший от голодной смерти сотни литераторов и интеллигентов. Поэт Георгий Иванов пишет в своих воспоминаниях: «На проклятой Богом территории „Северной коммуны“, где людям, не желавшим или не умевшим шагать „в ногу с пролетариатом“, оставалось только ложиться и умирать,— был создан и отгорожен клочок, где они могли не только как- то кормиться, не только греться в относительном тепле, но — и это было самое важное — дышать. За тяжелой дверью Дома литераторов советское владычество как бы обрывалось. Замерзший и голодный „гражданин“ вместе с порцией воблы и пшенной каши как бы получал и порцию душевной свободы, которая там, за стенами Дома литераторов, была конфискована и объявлена вне закона». Процедура приема в члены литературного сообщества была облегчена до крайности: приходил человек, оборванный и голодный, и заявлял управляющему, что он журналист. «А где вы писали?» Претендент на членство, помявшись, отвечал: «В сибирских газетах… и вообще…» После этого ему незамедлительно выдавалась заветная карточка, дававшая право на бесплатные обеды. Но помимо «сибирских журналистов» там же кормился почти весь литературный Петроград. «Хожу сюда каждый день, как лошадь в стойло»,— говаривал Гумилев; Блок часами простаивал здесь в очередях за мороженой картошкой, которую торжествующе нес потом к себе на Офицерскую; Кузмин, живший неподалёку, уходил и появлялся вновь каждые полчаса, чтобы поболтать и напиться чаю. В Доме литераторов на Некрасова 11 устраивались лекции, концерты, литературные вечера, охотно посещавшиеся и многими окрестными жителями. Участок, на котором расположен дом, известен также старинным садом, разведённым ещё в начале XIX века, служившим местом захоронения собак столичной знати. От сада сегодня уцелело три дерева. В 2001 году дом включён КГИОПом в «Перечень вновь выявленных объектов, представляющих историческую, научную, художественную или иную культурную ценность».
Дом 13не сохранился. На участке, ранее занимаемом этим домом, в настоящее время разбит сад, композиционным центром которого является памятник В. В. Маяковскому.
Дом 15а  781610426380005Архитектор П. Ю. Сюзор. В 1864 году в доме 15 открылась Литейная женская гимназия, в которой учились Н. К. Крупская и М. Ф. Андреева. В 1917 году в здании размещалась дипломатическая миссия Перcии, с 1940 года средняя школа № 14 Дзержинского района, с 1973 года общеобразовательная школа № 194, затем в 1980—2016 годах — кулинарный техникум.
Дом 17Доходный дом.
Дом 19Доходный дом. Архитектор Рудольф, Федор Федорович, 1862—1864. К дому прилегает обширный двор, в XIX веке служивший местом, где парковались и разворачивались для выезда экипажи, размещавшегося во флигелях дома экипажного заведения, являвшегося частью заведений, подведомственных Государственному управлению коннозаводства. Основные корпуса последнего это дом 15 по Надеждинской улице (Маяковского), с которым дом 19 соединен через дворы. Лошади стояли в высоких каретниках флигеля, расположенного прямо по ходу во двор. Кареты — в каретниках правого флигеля, над ними, на 2—3-м этажах жили извозчики. Двор никогда не был застроен. До войны во дворе стояли сараи, где хранились дрова. В центре двора был действующий фонтан, а зимой заливался каток. В саду стояли два больших вазона с цветами. У ворот дежурил дворник. В 1966 был проведен капитальный ремонт дома, главный флигель надстроен. С 1970-х годов в дворовом флигеле размещается детский сад, вечерняя школа для взрослых, которую с 1990 года сменила частная школа «Обучение в диалоге». В 2015 году двор был реконструирован: разделен на две половины (часть для жителей дома, часть для жителей района, в которой был обустроена детская площадка).
Дом 21Доходный дом. Архитектор Х. Тацки, 1878.
Дом 31  7810622000Подворье бывшего Леушинского Иоанно-Предтеченского женского монастыря (1893—1895, архитектор Н. Н. Никонов). Здание долгое время занимал Областной психоневрологический диспансер, в настоящее время оно возвращено РПЦ. Подворье было основано по благословению и при активном участии святого праведного Иоанна Кронштадтского. Леушинский монастырь находился близ местечка Леушино, между городами Череповцом и Рыбинском. В 1940-х годах монастырь был затоплен водами Рыбинского водохранилища.
Дом 45А  781710744500025Жилой дом, 1902—1904 гг.

## Бассейная улица в литературе
Улица Некрасова в своем прежнем наименовании «Бассейная» увековечена в стихотворении Самуила Маршака «Вот какой рассеянный» (1928):

Жил человек рассеянный

На улице Бассейной…— Самуил Маршак, «Вот какой рассеянный», 1928
Обычно цитируется в разговоре в качестве назидания или шутки, чтобы побудить человека не быть таким «рассеянным с улицы Бассейной». Интересно, что в 1950-е годы в южной части Ленинграда появилась новая Бассейная улица, на которой расположена детская библиотека им. С. Я. Маршака.
Бассейная улица также увековечена в стихотворении Ирины Одоевцевой «Баллада об извозчике» (1921):

К дому по Бассейной, шестьдесят,

Подъезжает извозчик каждый день,

Чтоб везти комиссара в комиссариат

Комиссару ходить лень…— Ирина Одоевцева, «Баллада об извозчике», 1921

## Транспорт
Автобусные маршруты № 15, К-289, 74 (на участке от Лиговского до Греческого проспектов).
С 1909 по 2005 год на всем протяжении улицы существовало трамвайное движение. Пути были сняты в 2009—2010 годах.